# Pedro Manso
Pedro José Manso (Vassouras, 29 de junho de 1972) é um humorista e imitador brasileiro.

## Carreira
Iniciou sua carreira no teatro, depois foi para o rádio. Em Miguel Pereira, cidade vizinha a sua, Pedro Manso tornou-se apresentador do programa Pedro Manso Show, na extinta rádio FM de Miguel Pereira; no mesmo período atuava como locutor em comícios políticos da região. Além de apresentar os candidatos nos palanques, ele também imitava os candidatos à vereador e prefeito da cidade, e personalidades do rádio e da televisão.
Na televisão, estreou no Plantão de Notícias, exibido na TV Record Rio de Janeiro e na Band Rio. No rádio, participou da Rádio Globo e da Super Rádio Tupi. Em 2003, ficou conhecido nacionalmente ao participar do quadro Se Vira nos 30, do Domingão do Faustão, da Rede Globo, ao imitar o apresentador Fausto Silva e outras personalidades, tais como: Cid Moreira, Maguila, Ronaldo Fenômeno, Romário, Galvão Bueno e Walter Casagrande.
Em 2005, foi para a Rede Record, onde passou a fazer parte do elenco do programa Show do Tom, ao lado de Tom Cavalcante, Tiririca e Shaolin. Ainda na Record, participou com vários personagens no programa Escolinha do Gugu, comandado por Gugu Liberato. Junto com Shaolin, Pedro Manso apresentou o quadro Sorria, Você Está na Record, no programa Tudo é Possível, apresentado por Eliana e, posteriormente, por Ana Hickmann.
Em 2009, trocou a sua cidade de Paty do Alferes, mudando-se para a cidade de Rio Verde, no estado de Goiás, para trabalhar nas rádios Caiapó 96 FM e Rio Verde Goiás AM. Logo em seguida, retornou ao Rio de Janeiro.
Em 2010 foi candidato a deputado estadual pelo PRB no Rio de Janeiro, teve 4.396 votos não se elegendo, mas ficou como suplente. Em 2022 foi candidato a deputado federal, pelo PL.
Atualmente é contratado do SBT, onde é um dos jurados do quadro "Dez ou Mil", do Programa do Ratinho, e também participa do quadro "De Quem é Essa Mansão?", do Domingo Legal, além de ter sido jurado do Sabadão com Celso Portiolli. Em ambos os programas, imita figuras como: Valdemiro Santiago, Faustão, Sílvio Santos, Galvão Bueno, Agnaldo Timóteo, José Luiz Datena, Clodovil, Cid Moreira, Tiririca, Maguila, Ronaldo Fenômeno, Romário, Pelé, Zico, Bolsonaro, Tim Maia, Jamelão, etc.